# 8132 Vitginzburg
A 8132 Vitginzburg (ideiglenes jelöléssel 1976 YA6) a Naprendszer kisbolygóövében található aszteroida. Ljudmila Ivanovna Csernih fedezte fel 1976. december 18-án.